# Христов, Мартин
Мартин Христов (макед. Мартин Христов; 31 января 1997, Скопье, Республика Македония) — футболист, нападающий.

## Клубная карьера
Мартин начинал заниматься футболом в детской команде «Вардара». В 2007 году он перешёл в юношескую команду «Македонии».
30 октября 2013 Христов дебютировал в Македонской первой лиге, выйдя на замену во встрече с клубом «Работнички». Эта игра так и осталась для нападающего единственной за клуб из Скопье, который по итогам сезона 2013/14 покинул высший футбольный дивизион Македонии. Летом 2014 года Мартин перешёл в «Тетекс». Первый матч за клуб из Тетово Христов сыграл 14 августа 2014.
14 января 2015 года было объявлено о переходе нападающего в сербский клуб «Доньи Срем». Дебют в новой команде состоялся уже 21 февраля 2015 во встрече с «Борацем» из Чачака.

## Карьера в сборной
22 октября 2013 года Мартин провёл дебютную игру в составе юношеской сборной Македонии (до 17 лет) против сверстников из Болгарии.

## Личная жизнь
У Мартина есть старший брат, Симеон, который также футболист.